# عراك بن مالك
عراك بن مالك الغفاري المدني، تابعي ومحدث مدني من أئمة ورواة الحديث الثقات، حديثه في الكتب كلها، وليس هو بالكثير الرواية، وكان يسرد الصوم، قال عمر بن عبد العزيز: ما أعلم أحدا أكثر صلاة من عراك بن مالك. توفي سنة اثنين ومائة.

## روايته للحديث النبوي
- روى عَن: أبي هريرة فِي الإيمان والزكاة والفضائل وَغَيرهَا وَحفصة بنت عبد الرحمن بن بكر فِي الوضوء وعروة بن الزبير فِي النكاح، وعائشة فِي الْمَعْرُوف وعبيد الله بن عبد الله بن عتبة فِي انْشِقَاق الْقَمَر، وعبد الله بن عمر، وزينب بنت أبي سلمة.
- روى عَنهُ: خيثم بن عراك ابْنه فِي الزَّكَاة، وجَعْفَر بن ربيعَة ويزيد بن أبي حبيب وَسليمان بن يسار فِي الزَّكَاة وبكير بن الأشج وَالحكم بن عتيبة وَزِيَاد بن أبي زِيَاد.